# 笹森順造
笹森 順造（ささもり じゅんぞう、1886年〈明治19年〉5月18日 - 1976年〈昭和51年〉2月13日）は、日本の政治家、教育者、剣道家。位階勲等は正三位勲一等瑞宝章。称号は政治学士、剣道範士。東奥義塾塾長、青山学院院長、衆議院議員（4期）、参議院議員（3期）、復員庁総裁、賠償庁長官、全日本剣道連盟最高顧問などを歴任した。

## 経歴

### 青年期
青森県中津軽郡弘前町弘前若党町（現：弘前市若党町）に旧弘前藩藩士・笹森要蔵の六男として誕生。8歳で北辰堂道場に入門し、小野派一刀流剣術を学ぶ。14歳のときキリスト教の洗礼を受ける。
1910年、早稲田大学政治経済科を卒業後、雑誌『新公論』記者を経て1912年に渡米し、コロラド州デンバー大学大学院を修了。南加州日本人会書記長を務めた。

### 教育
1922年、再興された東奥義塾に塾長として迎えられ18年間勤務。1939年に青山学院院長となり、日米関係悪化による外国人教員の帰国、神学部閉鎖などの難局に対処するも、教員人事問題に端を発する学内混乱により1943年に院長を辞任した。

### 政治
第二次世界大戦後の1946年、第22回衆議院議員総選挙に青森県全県区から無所属で出馬し、トップ当選を果たす。以降、連続当選4回。院内交渉団体の新政会をまとめ、国民党を結成。同党は1947年に協同民主党と合併して国民協同党となり、笹森は代議士会会長となった。同年発足の片山内閣に国務大臣として入閣し、復員庁総裁（1947年）、賠償庁長官（1948年）を務め、シベリア抑留日本人の早期帰還やアメリカの賠償請求権問題などの解決に尽力した。
その後、改進党を経て自由民主党に所属。1953年の衆議院総選挙では落選するが、同年の参議院補欠選挙にて返り咲く。以降、参院当選3回。自民党では両院議員総会会長や党紀委員長等を歴任した。1968年の参院選で新人の山崎竜男に敗れ政界を引退した。世界連邦運動の推進団体・世界連邦日本国会委員会第4代会長も務めた。

### 剣道
弘前藩に伝わっていた小野派一刀流剣術を北辰堂道場で学んだ後、早稲田大学の剣道部で高野佐三郎（中西派一刀流）に師事した。のちに小野派一刀流第16代宗家となり、林崎新夢想流居合、直元流大長刀術も伝承した。
第二次世界大戦後の連合国軍最高司令官総司令部（GHQ）による剣道禁止期は全日本撓競技連盟を設立し会長を務めた。1954年、全日本撓競技連盟は、全日本剣道連盟（会長木村篤太郎）と合併し、笹森は全日本剣道連盟最高顧問に就任した。

## 親族
- 笹森卯一郎 - 兄。鎮西学院日本人初の院長。
- 浅田良逸 - 兄。陸軍中将。貴族院男爵議員。
- 笹森壽 - 妻。教育者、作家。[2]
- 笹森建美 - 子。牧師。小野派一刀流第17代宗家。

## 年譜
1886年（明治19年）5月18日、青森県中津軽郡弘前町弘前若党町に旧弘前藩藩士・笹森要蔵の六男として誕生。
1905年（明治38年）4月、上京。早稲田大学に入学。1910年（明治43年）6月、早稲田大学政治経済科を卒業。新公論社主筆となる。
1912年（明治45年）、横浜から米国ワシントン州シアトルへ鎌倉丸にて渡る。その後コロラド州デンバーへ。1914年（大正3年）、デンバー大学大学院で学ぶ。1915年（大正4年）、コロラド州日本美江教会主幹に就任。
1920年（大正9年）、南加州中央日本人会書記長に就任。1922年（大正11年）、東奥義塾塾長に就任。1927年（昭和2年）、デンバー大学よりPh.D.を授与される。1939年（昭和14年）、青山学院院長に就任。
1946年（昭和21年）、第22回衆議院議員総選挙に青森県全県区から無所属で出馬し、トップ当選を果たす。
同年9月25日に国民党結成に参画。
1947年（昭和22年）、片山内閣に国務大臣として入閣。復員庁総裁に就任。
同年8月、岩手県から青森県にかけて昭和天皇の戦後巡幸に随行。1948年（昭和23年）、賠償庁長官に就任。1949年（昭和24年）、国際基督教大学理事に就任。
1950年（昭和25年）、全日本撓競技連盟会長、日本経済短期大学学長に就任。1951年（昭和26年）、東京神学大学理事に就任。1952年（昭和27年）、大阪歯科大学理事に就任、第25回衆議院議員総選挙に当選。1955年（昭和30年）、文教委員会会長、全日本学生剣道連盟会長に就任。1956年（昭和31年）、第4回参議院議員通常選挙に当選。
1960年（昭和35年）6月、コンゴ共和国特派大使に就任。1962年（昭和37年）、第6回参議院議員通常選挙に当選。憲法調査会委員に任命される。1964年（昭和39年）、勲一等瑞宝章を受章。
1976年（昭和51年）、2月13日(金)午後6時45分、肺炎のため死去。叙・正三位。墓所は弘前市宗徳寺。
2003年（平成15年）、全日本剣道連盟剣道殿堂に顕彰される。

## 著書

### 単著
- 『実戦刀法』冨山房〈国民百科文庫 2〉、1944年12月。
- 『剣道』旺文社〈旺文社スポーツ・シリーズ 15〉、1955年7月。
- 『コンゴ報告』外交知識普及会〈普及会資料 10〉、1961年9月。
- 『コンゴ読本』時事通信社〈時事新書〉、1961年9月。
- 『一刀流極意』「一刀流極意」刊行会、1965年11月。
  - 『一刀流極意』体育とスポーツ社、1986年5月。ISBN 9784884581688。
  - 『一刀流極意』（新装版）礼楽堂、2013年3月。ISBN 9784884582708。
- 『闘戦経釈義』「一刀流極意」刊行会、1973年5月。
- 笹森建美編 編『剣道と私』笹森建美、1986年5月。
- 『闘戦経 純日本の聖典』日本出版放送企画、1992年7月。ISBN 9784795253261。

### 編集
- 『東奥義塾再興十年史』東奥義塾学友会、1931年6月。

### 共著
- Junzo Sasamori; Gordon Warner (1964). This is kendo : the art of Japanese fencing. Rutland, Vt., Charles E. Tuttle Co.